# 山梨日本電気
山梨日本電気株式会社（やまなしにっぽんでんき、NEC Yamanashi ,Ltd. ）は、かつて山梨県大月市に本社を置いていた、日本電気（NEC）の子会社。

## 沿革
- 1970年（昭和45年） - 山梨市に山梨工場が竣工。
- 1986年（昭和61年） - 大月市に通信用デバイス専用工場として大月工場を建設し、操業開始。
- 1998年（平成10年） - 山梨工場と大月工場を分社化し山梨日本電気を設立。大月工場増築。
- 2002年（平成14年） - 山梨工場をセレスティカ・ジャパンに売却。大月工場に集約。
- 2017年（平成29年）4月1日 - NECプラットフォームズに統合され、消滅。